# ミッドナイトムービー

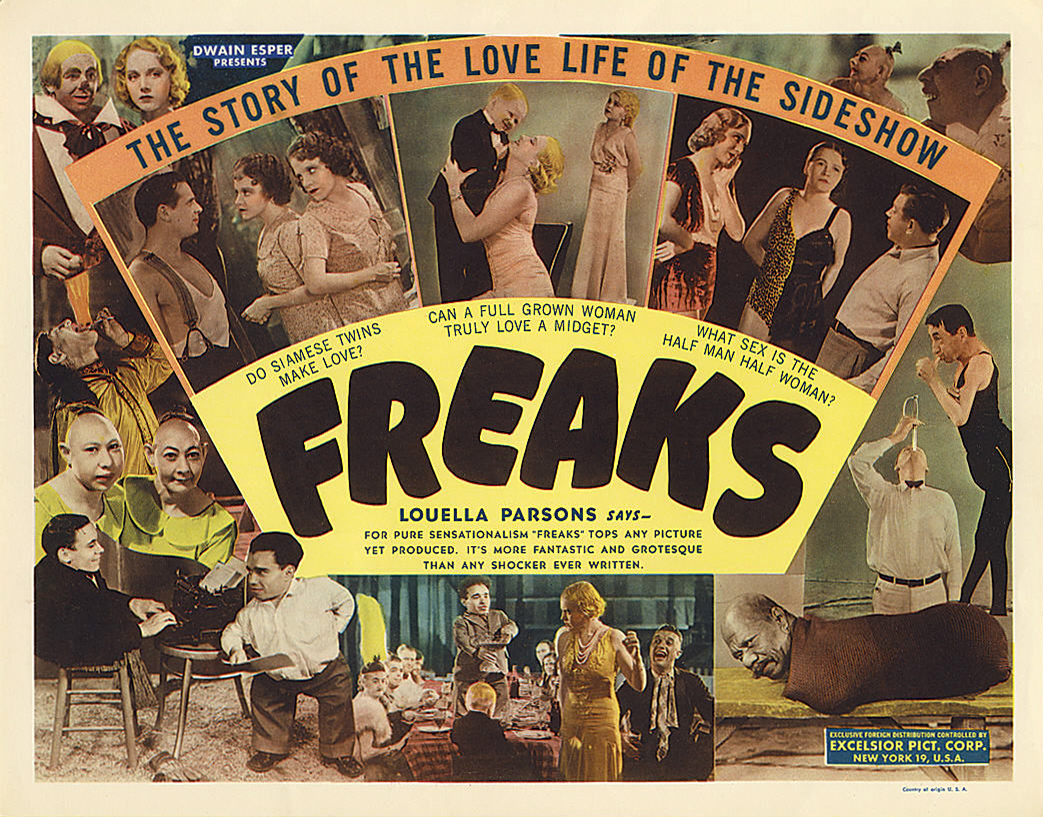
トッド・ブラウニングの『フリークス』（1932年・MGM）は、1960年代初頭にカウンターカルチャーの文脈において再発見され、1970年代から1980年代にかけてアメリカのアートハウスシアターで深夜上映の形態（＝ミッドナイトムービー）で定期的に劇場公開された。

ミッドナイトムービー（Midnight movie）とは、アメリカ合衆国のアートハウスシアターにおいて1970年代を中心に深夜上映の形態で公開されていたカルト映画の総称。
大半は大手映画会社に属さない独立系プロダクションやアマチュア作家によって製作されたものであるが、ミッドナイトムービー出身で後に著名となった映画監督も多数存在する。代表的な作品にアレハンドロ・ホドロフスキーの『エル・トポ』（1970年）、ジョン・ウォーターズの『ピンク・フラミンゴ』（1972年）、ジム・シャーマンの『ロッキー・ホラー・ショー』（1975年）、デヴィッド・リンチの『イレイザーヘッド』（1977年）や『エレファントマン』、『ナイト・オブ・ザ・リビングデッド』などが挙げられる。

1972年にはラルフ・バクシが画期的なアダルトアニメ『フリッツ・ザ・キャット』を製作し、史上最も成功したインディーズ系アニメーション映画のひとつとなった（それと同時にアニメ史上初のX指定（英語版）を受けた）。本作ではブラックユーモアやセックス描写が大胆に取り入れられ、主人公が学生運動、性革命、ヒッピーコミューンなどアメリカ社会で60年代後半に巻き起こったムーブメントを野次馬的に体験していく様子が毒々しく描かれている。

## 概要
ミッドナイトムービーのルーツは1950年代にアメリカの地方局で深夜に放送されていた低予算映画である。その後、ミッドナイトムービーのムーブメントは1970年にエルジン劇場で上映された『エル・トポ』を嚆矢としてニューヨークで始まり、1975年の『ロッキー・ホラー・ショー』のヒットで全米に広がっていった。以来このジャンルの映画は「カルト映画」という文脈で認識されるようになり、ミッドナイトムービーもより純粋なキャンプ映画となっていった。
現在も「ミッドナイトムービー」という言葉は、深夜上映でロングランされるようなメインストリームに属さないカルト映画に対して、しばしば用いられている。2005年にはムーブメントの発生と主要映画6本のエピソードをまとめたドキュメンタリー映画『ミッドナイトムービー』が公開された。

## 代表例
- フリークス（アメリカ合衆国、1932年） - トッド・ブラウニング監督
- リーファー・マッドネス（アメリカ合衆国、1936年） - ルイ・ガスニエ（英語版）監督
- ナイト・オブ・ザ・リビングデッド（アメリカ合衆国、1968年） - ジョージ・A・ロメロ監督
- エル・トポ（メキシコ、1970年） - アレハンドロ・ホドロフスキー監督
- ハロルドとモード 少年は虹を渡る（アメリカ合衆国、1971年） - ハル・アシュビー監督
- ハーダー・ゼイ・カム（英語版）（ジャマイカ、1972年） - ペリー・ヘンゼル（英語版）監督
- ピンク・フラミンゴ（アメリカ合衆国、1972年） - ジョン・ウォーターズ監督
- ロッキー・ホラー・ショー（イギリス、1975年） - ジム・シャーマン（英語版）監督
- グラフィック・ドゥ・ボスコップ（フランス語版）（フランス、1976年） - ジョージ・デュムラン（フランス語版）監督
- イレイザーヘッド（アメリカ合衆国、1977年） - デヴィッド・リンチ監督
- ザ・ルーム（アメリカ合衆国、2003年） - トミー・ウィゾー監督
- ミッドナイトムービー（カナダ、2005年） - スチュアート・サミュエルズ監督